# 얀덱스 디스크
얀덱스 디스크(영어: Yandex.Disk, 러시아어: Яндекс.Диск)는 사용자가 "클라우드" 서버에 파일을 저장하고 온라인에서 다른 사람과 공유할 수 있도록 해주는 클라우드 서비스로 얀덱스사(Yandex LLC)에서 만들었다. 서로 다른 장치 간의 데이터 동기화를 기반으로 하는 서비스이며, 2012년 6월에 영어 버전이 출시되었다.

## 특징
저장소 — 사용자는 파일을 업로드하고 저장할 수 있다. 파일을 저장할 수 있는 기간에는 제한이 없다. 모든 파일은 암호화된 연결을 통해 업로드되며 바이러스 백신으로 검사된다.
동기화 — 파일은 웹 인터페이스 또는 얀덱스 디스크 모바일/데스크탑 애플리케이션을 통해 사용자의 모든 인터넷 지원 장치 간에 동기화된다.
공유 — 사용자는 파일 다운로드 링크를 다른 사람과 공유할 수 있다.
미리보기 — 내장된 플래시 플레이어를 통해 사람들이 노래를 미리 볼 수 있다.
서비스 통합 — Yandex.Mail, Yandex.Narod와 같은 얀덱스의 다른 서비스에 위치한 파일을 관리할 수 있다. 모든 보낸 메일과 받은 메일, 메일 첨부파일은 자동으로 하나의 폴더에 저장되어 쉽게 검색할 수 있다.
WebDAV 지원 — WebDAV 프로토콜을 지원하는 모든 응용 프로그램으로 파일을 관리할 수 있다. 얀덱스 디스크 API는 WebDAV를 지원하는 모든 소프트웨어 프로그램에서 사용할 수 있다.

## 같이 보기
- 얀덱스
- 클라우드 컴퓨팅